# Ema Klinec
Ema Klinec, född den 2 juli 1998, är en slovensk backhoppare som vann guld i normalbacke för damer vid världsmästerskapen i nordisk skidsport 2021. Vid samma mästerskap blev hon tillsammans med det slovenska laget tvåa i lagtävlingen.
Klinec tävlade i de olympiska vinterspelen 2018.

### Fotnoter
1. ↑  ”Klinec Ema - Biographie”. data.fis-ski.com. FIS. https://www.fis-ski.com/DB/general/athlete-biography.html?sectorcode=JP&competitorid=164611. Läst 27 februari 2021.
2. ↑  ”Women Normal Hill Individual”. FIS. 25 februari 2021. http://medias3.fis-ski.com/pdf/2021/JP/3112/2021JP3112RL.pdf. Läst 26 februari 2021.
3. ↑  ”Women Normal Hill Team”. FIS. 26 februari 2021. http://medias4.fis-ski.com/pdf/2021/JP/3113/2021JP3113RL.pdf. Läst 26 februari 2021.
4. ↑  Ema KLINEC. Olympic.org. Läst 27 februari 2021.